# Curling misto
Il curling misto è uno sport di squadra giocato sul ghiaccio, ed è una variante del curling praticata da una squadra composta da giocatori di entrambi i sessi.

## Storia
Il primo campionato ufficiale di curling misto si svolse a Toronto, in Canada negli anni '50, successivamente il campionato venne esteso a tutto il Canada nel 1964. In seguito si diffuse anche in Europa fino a che nel 2005 venne istituito dalla World Curling Federation il campionato europeo misti di curling.

## Regolamento
Il curling misto segue le stesse regole del curling con poche eccezioni.

### Squadra
Una squadra mista deve avere in campo necessariamente due maschi e due femmine che devono giocare alternati, ovvero se i giocatori maschi giocano da lead (tira i primi due tiri su otto) e viceskip (tira la 5° e il 6° stone le due giocatrici femmine tireranno da second (3° e 4° stone) e skip (ultimi due tiri della squadra), e viceversa. Per i campionati misti sono previste due riserve, un giocatore maschio ed uno femmina, in questo modo una squadra completa è di 6 giocatori (4 più due riserve) a differenza del curling normale in cui è prevista una sola riserva, per cui la squadra è di 5 giocatori.

### Numero di mani
Nel curling misto si giocano sempre otto mani (hand) a differenza dei campionati nazionali, europei o mondiali di curling maschili o femminili. Alcune competizioni di curling maschili o femminili si giocano a otto mani come la Coppa del Mondo.

## Competizioni
Il curling misto è una specialità olimpica del curling. Altre maggiori competizioni sono il campionato canadese misto di curling e il campionato europeo misti di curling. Quest'ultimo ha luogo dal 2005 ed il primo campionato si è svolto in Andorra.
La specialità di curling misto non va confusa con la pratica di molte competizioni amatoriali, in cui le squadre possono partecipare indipendentemente dal genere dei giocatori, ad esempio con tre maschi e una femmina, o due e due ma non seguendo la regola dell'alternanza obbligatoria.